# 江頭2:50のピーピーピーするぞ!

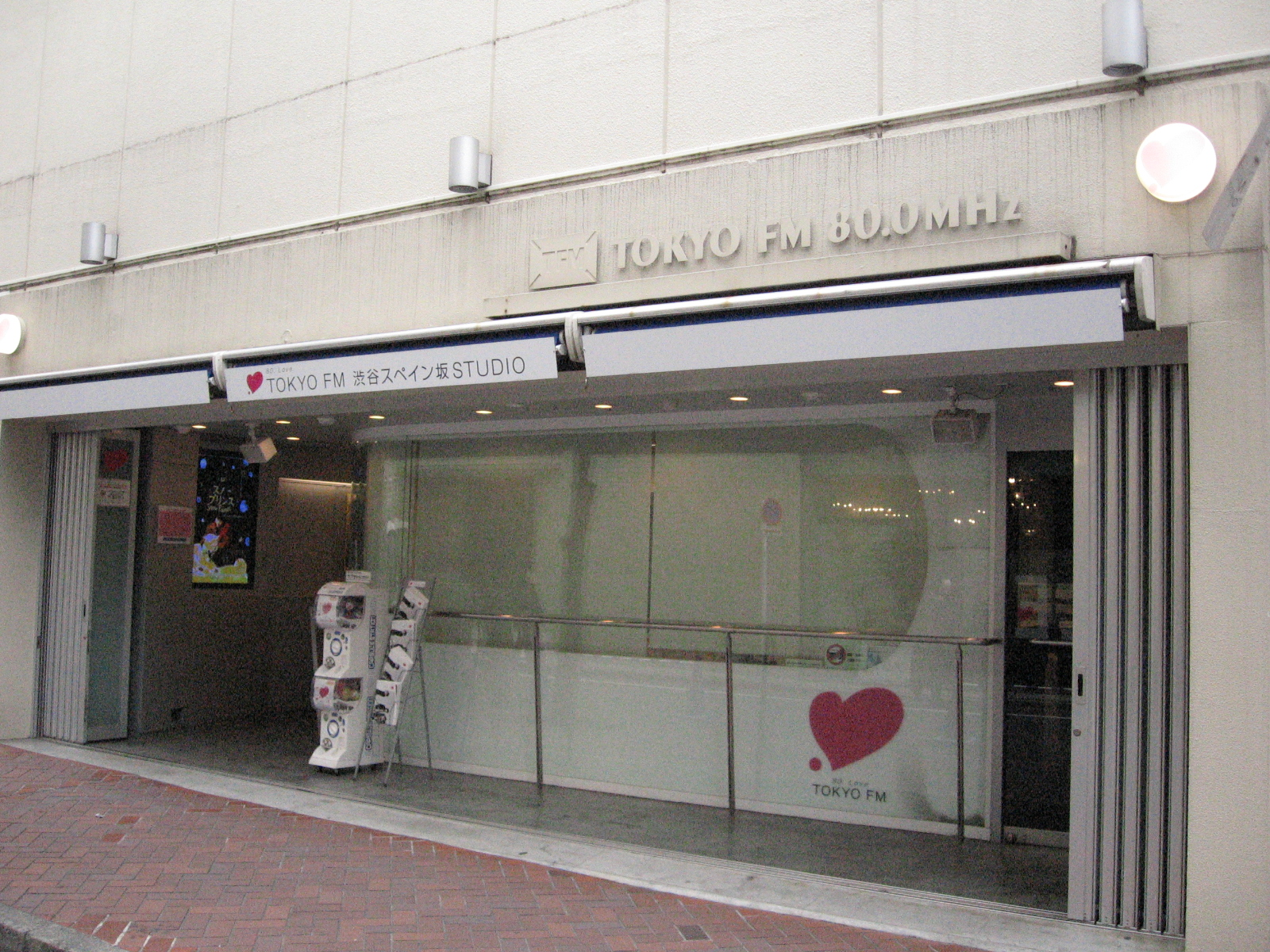
諸般の事情により渋谷スペイン坂スタジオを追われる

『江頭2:50のピーピーピーするぞ!』（えがしらにじごじゅっぷんのピーピーピーするぞ）は、2006年8月17日よりインターネットテレビにて放送が開始された視聴者参加型のトーク番組である。略称は「PPP」。出演者は江頭2:50、早川亜希、久嬢由起子。

## 沿革
2006年8月17日にTOKYO FMが手がけるインターネットコンテンツ『TFM+』（ティーエフエムプラス）で配信開始。その閉鎖に伴って、株式会社ぱっぷるが運営するインターネットテレビ局『Mopal』へ移行した。
番組開始時から2007年の配信分までは、東京・渋谷のTOKYO FMスペイン坂スタジオで原則毎週金曜日の13:00から公開収録を行い、翌週の木曜日に配信が開始。2008年の配信分からは、隔週の第2・4金曜日13:00～14:00に公開収録、隔週の第1・3木曜日16:00から配信が開始されるようになった。2009年2月の収録分から（2009年2月19日配信の第93回以降）、会場が東京・お台場のデックス東京ベイスタジオへ移転し、第2・4木曜日に収録となった。
2010年10月30日配信の回で、番組存続の危機により一時放送（更新）を休止（詳細は、後述#番組存続問題にて）、2011年3月4日より更新が再開した。再開時よりワイド画面での制作となっている。
2016年4月1日配信の回で、再び放送休止となっている。
2017年5月8日午後2時50分より、ニコニコ動画の有料チャンネル 『大川興業大チャンネル』にて配信再開。
2020年8月4日の配信で番組終了が発表された。
配信動画は、第100回までがWindows Media Playerを使用するASXファイル形式であったが、第101回以降からはAdobe Flash Playerを使用するFLVファイル形式となった。過去の放送は配信開始からOA後、4話分を視聴することが可能であった。
2008年7月5日には「江頭2:50がお台場でピーピーピーするぞ!!!」と題し、東京カルチャーカルチャーにてライブイベントが行われた。この模様は2008年7月17日の第79回で配信された。
2010年6月29日より、ニコニコチャンネル「mopalチャンネル」の開設に伴い、本放送は番組ホームページのほか、公式にニコニコ動画で配信される事となる。なお、番組ホームページのプレイヤーもニコニコ動画ベースのものに変更されており、コメント付きで視聴する場合はニコニコ動画への会員登録は不要（コメント投稿はできない）である。
2010年10月21日配信の第132回にて、メインスポンサーの一つであるアラジンの降板が発表され、次回10月30日配信予定であった第133回の番組放送（更新）が一時休止となる。（詳細は後述「#番組存続問題」にて）。同時にTwitterが開始された。
2011年1月11日、出資額が予定の半分に達した為、月一回配信での番組再開となり、さらに2011年10月より月二回配信に復帰したが、出資額が伸びず二回目が配信されなくなる。
2012年11月2日配信の第163回をもって、デックス東京ベイスタジオが閉鎖のため公開収録は終了。11月22日に、「江頭2:50がTAMA映画祭でピーピーピーするぞ!!」と題し、TAMA CINEMA FORUMの会場の1つである、東京都多摩市立永山公民館・ベルブホールでライブイベントを開催した。
2016年4月に放送休止するまでは、四谷天窓で公開収録が行われていた。
2016年8月31日に、10周年記念スペシャルライブを東京都杉並区にある座・高円寺2で開催される。
2017年5月8日午後2時50分より、ニコニコ動画の有料チャンネル 『大川興業大チャンネル』にて配信再開、約1年ぶりとなるレギュラー配信は江頭の名前にちなんで午後2時50分から。再開当初はスポンサー不在のまま配信を行っていたが、第211回の配信で行われた企画の中で江頭2:50がアラジンの社長へ電話をした所、再びアラジンがスポンサーとなり第214回の配信から正式に広告を撮影スタジオに掲示、最終回までスポンサーとなった。
| 収録会場                                        | 配信回                                                                                              |
| ----------------------------------------------- | --------------------------------------------------------------------------------------------------- |
| TOKYO FM 渋谷スペイン坂スタジオ（東京都渋谷区） | 第1回 - 第78回、第80回 - 第92回                                                                     |
| TOKYO CULTURE CULTURE（東京都江東区）           | 第79回                                                                                              |
| デックス東京ベイスタジオ（東京都港区）          | 第93回 - 第134回、第136回 - 第163回                                                                 |
| ぱっぷるスタジオ（東京都新宿区）                | 第135回、第165回 - 第168回、第171回、第172回、第175回、第189回、第190回                             |
| 永山公民館・ベルブホール（東京都多摩市）        | 第164回                                                                                             |
| LIVE GATE TOKYO（東京都渋谷区）                 | 第169回、第170回、第173回、第174回、第176回、第177回、第179回、第182回、 第183回、第185回、 第187回 |
| 四谷天窓（東京都新宿区）                        | 第178回、第180回、第181回、第184回、第186回、第188回、第191回 - 第205回                             |
| 座・高円寺２（東京都杉並区）                    | 第206回                                                                                             |
| 永谷Fu-+（東京都新宿区）                        | 第207回 - 第246回（最終回）                                                                         |

## 内容

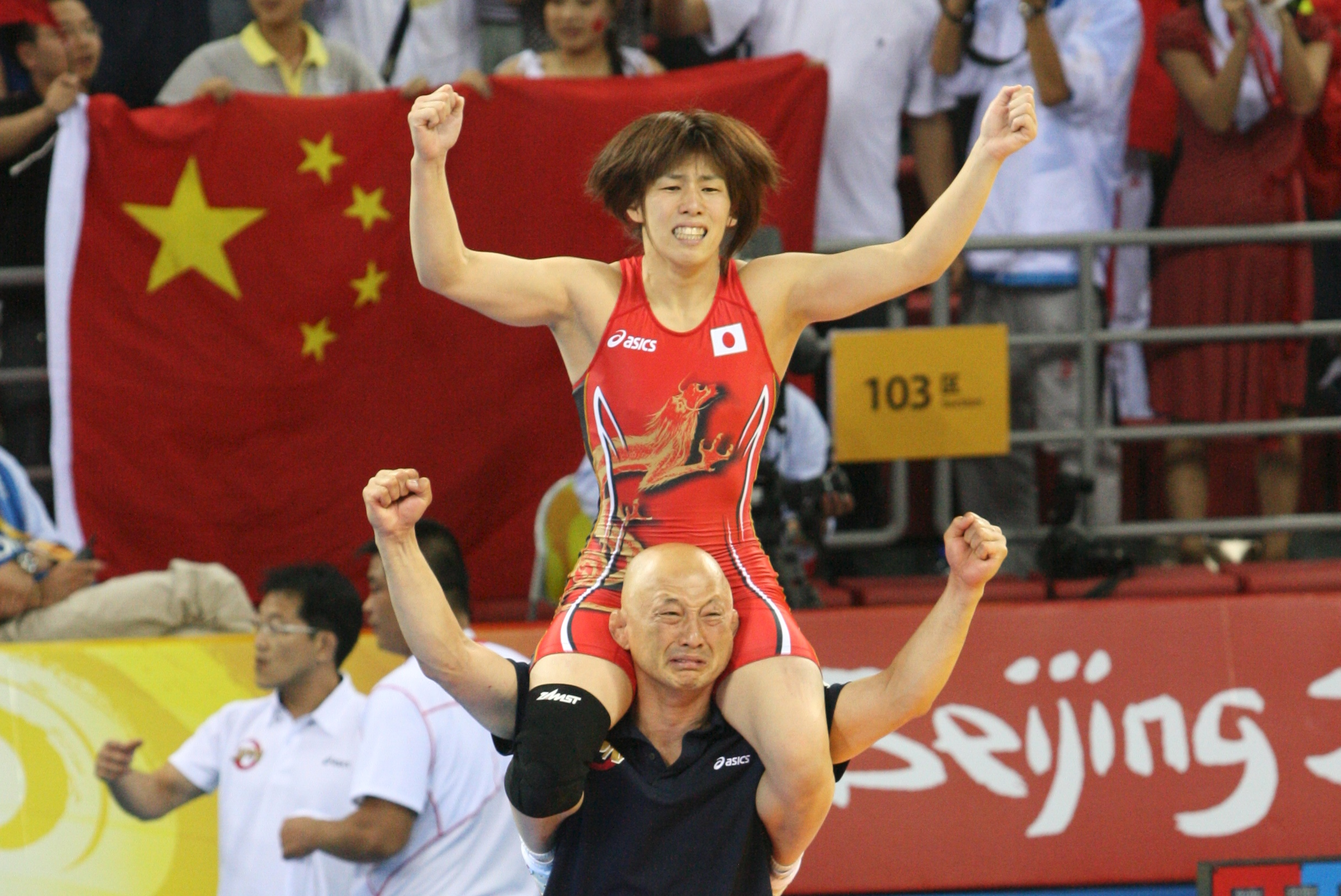
北京五輪での吉田沙保里の応援は番組を超えた話題に

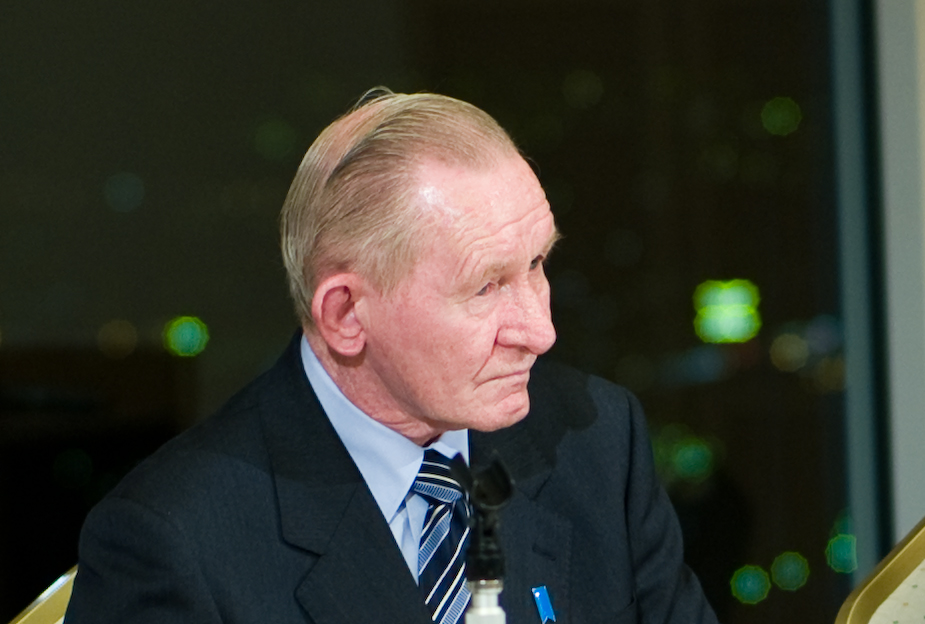
元米軍脱走兵チャールズ・ジェンキンスも公開収録の回で映像出演

「江頭2:50のピーピーピーするぞ!」（以下「PPP」）は、江頭にとって初のトーク番組である。映像配信されているため、基本的にテレビ番組ではあるが、ラジオ専用のスタジオで収録し、内容がトーク中心とされていることからか、出演者の2人はこの番組をラジオとして考えている節が多く見られる。江頭は、これまで数多くのテレビ、ラジオ、舞台等に出演しているが、特にテレビに関してはバラエティ番組（「めちゃ×2イケてるッ!」など）で急に飛び出してきて暴れまわったり踊ったりするような役回りが多く、普通にトークをするという機会は少なかった。そこで「PPP」では、江頭が彼の身の回りで起こった出来事や話題になっていることに関する話をしたり、視聴者の悩み事を聞いたり、彼の趣味である映画の評論をしたりと、テレビでは見られない江頭の一面が見られる内容となっている。また、江頭のトレードマークである上半身裸に黒のスパッツ姿はこの番組でも健在である。
番組名の「ピーピーピー」とは、放送禁止用語や不適切な発言をした時に、それを隠すために発せられる「ピー音」と、司会の早川亜希が番組中携帯している笛の音の二つにちなんでいると考えられる。同番組中でも江頭はそのような「ピー音」が入るような発言をする事が多く、モザイクがかかるような卑猥な仕草をすることも少なくない（禁のマークで隠される）。とはいえ、それがまた江頭の「売り」の一つでもあり、番組の特徴とも言える。公開収録では当然ながら「ピー音」は入っておらず、何を言ったか聞けるという事が公開収録に来ることの最大の特権ともいえる。
上記のように、そのままでは放送できないような内容が多く含まれているため、基本的には収録放送であるが、2006年に2回生放送を行っており、そのときはピー音やモザイクがかからないまま放送された。ただし、生放送終了後に処理をしてその後配信された映像にはピー音やモザイクが施された。なお、江頭本人は恥ずかしいといって、過去の自分の放送を見ることはないという。

## 出演者
江頭2:50
メインパーソナリティ。詳細は江頭2:50の項を参照。
早川亜希
詳細は早川亜希の項を参照。
裏早川「珍獣」と呼ばれたことに対して怒った早川が乱暴な言葉遣いをしたため、江頭が「これが『裏早川』だ」と命名した。その後も早川が番組中に激怒したり暴言を発したりすると、裏早川と呼ぶことが多くなった。
久嬢由起子
2代目アシスタントの候補として出演するものの、番組終了に伴い2回だけの出演に終わったが実質的な次枠である大川興業の番組「大川興業のインデペンデンス・デイ」のアシスタントに就任している。
以下に挙げるのは正式な出演者ではないが、番組上でキーポイントになる人物である。
二郎さん
第17回（2006年12月14日）の配信で登場した、坂上二郎にそっくりな一般観覧者。江頭が非常に気に入っていた。その後2007年2月22日配信の放送で再登場。その後も何度かスタジオに現れた。2007年7月12日の配信では江頭とパンツと靴下という姿で相撲をとり、途中で禁のマークがかけられるハプニングもあった。なお、この模様は番組1周年で放送された「PPP伝説ランキング」で2位に選ばれている。本来はNHKの番組を観覧するために渋谷に来ていたらしい。踊りが好きで、スタジオの中に案内されても全く緊張しているそぶりを見せず、早川からは「本当に素人さん?」といわれるほどであった。収録会場がお台場に移転してからは姿を見せなくなっていたが、100回記念（2009年6月4日配信）でスタッフがNHKスタジオパーク付近を捜索、再出演を果たす。また、その際に江頭から金の全身タイツを贈られた。
あべちゃん
番組フロアディレクター(FD)（番組当初は、アシスタントディレクター(AD)）。下の名前は「正良（まさよし）」で、大分県別府市出身。スタジオ内で江頭、早川が語り合うテーブルの脇の床に直接座っている、隠れた3番目のキャラクター。江頭がスタジオ内を動き回ると、その姿を見ることができる。2006年最後となる放送の「さよなら2006懺悔野球拳」では早川のスタッフも懺悔をすべきという要望から早川と懺悔野球拳を行うことになった。しかし周囲の期待とは裏腹に早川に勝ってしまう。また「心男女」のコーナーでは悩みの回答につまった江頭から「あべちゃん、どうしたらいい?」とふられることもあった。
- 最近はあべちゃんの代わりに「ヤマモト」というADがスタジオ内にいることもある。

2008年以降は、江頭との親交も深まったのか、江頭が北京オリンピックに行った時の土産の中国産の精力剤の実験台として真っ先に性癖を暴露される、コーナーの罰ゲームで3日履きっぱなしの靴下を脱がされ早川に臭いを嗅がせたことでかなりの油足であることを暴露されるなど、スタッフなのにいじられキャラが確立し始め、2008年最後となる放送の「さよなら2008年懺悔野球拳」では、ディレクター昇格を賭け（?）江頭と対戦するもあっさりと惨敗、懺悔の中で江頭に連れられて行ったとあるおっぱいパブは実は常連であった、江頭が指名する予定だったという風俗嬢を先に指名し味見したと告白するなど変態キャラも出始めている。
常連の観客
当初は江頭のことをよく知らない客が多く見にきていたが、番組の回を重ねるにつれて常連になる観客も増えてきた。
番組開始当初は自由に観覧することが出来たが、2007年末頃から多くの観客が押し寄せスタジオ周辺が混乱する恐れがあったため、第70回（2008年2月29日収録）以降の収録は観覧人数を制限することになり、観覧を希望する場合、事前に観覧希望のメールを送ることで、整理券をもらうことになる。メールでの観覧希望者から抽選で40人がその日の収録を観覧することが出来る制度を採用していた。2009年2月19日配信分から収録スタジオが「スペイン坂スタジオ」から「お台場デックス東京ベイスタジオ」に変更され、観客の観覧人数の制限は無くなり、以前のスペイン坂同様に自由に誰でも観覧することができた。
この番組においては観客も重要な出演者の一人となっている。
観客にプレゼントを渡す際に江頭がクイズか無差別で選ぶためごく稀に子供が選ばれ、保護者の目の前で放送禁止用語を喋らせたりコンドームを渡す場面がある。
その他
- 早川亜希関係者：母（早川ママ）、友人、恩師、ほか。
- ユイさん：Why? Why? 調査隊のコーナーにおいて、男を魅了する香水の効果を確かめる為に街角に調査に向かった女性。
- チャールズ・ジェンキンス
- 伊香保の珍宝館館長兼万長ちん子

## テーマ曲
オープニングテーマ
- as singing country road（PATLASH）（2011年3月4日配信 第134回～）
- オレジェンド（THEペケだめ）（2010年6月17日配信 第125回～10月30日配信 第133回）
- HELP YOU!（PATLASH）（～2010年6月3日配信 第124回）
- Challenge Soul（BAR-GAIN）（2008年7月17日配信 第79回）
- D.C.B（BAR-GAIN）（初期）

エンディングテーマ
- HELP YOU!（PATLASH）（現在）

## 番組で使用されるアイテム
暴走抑止用の笛
早川が常に携帯しているプラスチック製のホイッスル。基本的には江頭が危ない発言や行為をした場合に吹き鳴らされるが、回を重ねるにつれてその効果が薄くなっているのではないかという指摘もあり、過去に早川が笛を吹くことが江頭の卑劣な行為に"利用された"こともある。また江頭だけでなく、観客に対して吹くこともある。
冷却スプレー
前述の通り笛を吹いても江頭の暴走が止まらないために、再開された第134回に早川が使用した。江頭はこれを食らって右目を手で押さえていた。
○×の札
参加型の番組にしたいという当初の方針に従い、第2回から導入されたもの。公開収録を見に来た観客に配られ、スタジオ内に対して○または×と表示することができる。この札には番号が振ってあり、その番号が抽選で選ばれると、視聴者参加型のコーナーに出演することができる。以前は好きな番号の札をもらう事が出来たが、現在は観覧整理券の番号が書かれた札しかもらえない。スタジオがお台場デックス東京ベイスタジオに移動してからは観覧者数制限がなくなったため、前の列から順に配られることになりある程度早めに来ていないと貰えない。収録終了後には回収BOXが設置され、記念品として持ち帰ることは禁じられている。
スクラップブック
江頭が持参するスポーツ新聞や雑誌の切り抜きを貼ったもの。自分に関する記事や気になったニュースなどを貼っている。
大学ノート
番組中、江頭が持参したほとんど映ることはないノート。常に彼の手元に置かれており、そこにはその日話すネタなどが書き込まれている。実際に目撃した人によれば、びっしりと字が書き込まれており、赤線などが引かれているという。

## コーナー・企画
オープニング、フリートーク、エィガ一刀両断、江頭解剖○×クイズ、エンディング以外は、毎回登場するコーナーが異なる。

### オープニング
早川のみの時事ネタを交えた挨拶で番組はスタート。その後早川の「それでは、"〇〇芸人"に登場していただきましょう、江頭さーん!」という呼びかけのあと、布袋寅泰の『スリル』にあわせ江頭が登場。「シャチホコ立ち」などの決めポーズをした後に「○○○でーす!」と、最近話題の人物などを名乗る（特に収録時に悪い意味で話題を呼んでいる人物を名乗ることが多い）。
著作権の問題からか、100回目以降の配信動画および江頭2500人隊（仮）会員限定の過去動画では江頭登場時のBGMが別の曲（DVDで変更されたものと同じ）で流れている。収録現場では『スリル』のままである。

### フリートーク
正式なコーナーではないが、番組の最初に行われる2人のトーク。早川の「今週、何かいいことありました？」で始まり、江頭が最近気になったニュースや自分が経験したことなどを話す。最近は過去に自らが起こした数々の出来事について振り返ることもある。
その後、同様に江頭が早川にも話を振るが、早川はその日のファッションを紹介してから話題を切り出す（前述の制作協力のため）。配信動画では時間の都合上、早川のフリートークがカットされることが多々ある。また、江頭がフリートークで強烈な下ネタを炸裂させた後に、早川へフリートークを唐突に振り、あまりの流れに早川を撃沈させることもしばしばである。

### ドーンとラスエガス
早川・江頭と観覧者がゲームを行う。抽選によって選ばれた人がスタジオの中へ入り、成功すると番組ノベルティがもらえる。失敗すると罰ゲームを受けることになる。

### スペイン坂コロシアム→ODAIBAコロシアム→PPPコロシアム
早川・江頭がゲームで対決をして、負けた人は罰ゲームを受けることになる。なお第1回目は江頭に不利な状況でバトルが進められ負けてしまったため江頭は「このバトル自体が罰ゲームだよ」と言っていた。

### 江頭組どっと来ム
2007年11月1日配信分から開始されたコーナー。まだまだ知名度が低いこの番組を盛り上げるべく、ファンが広告隊となって番組の宣伝につとめる。

### エィガ一刀両断
劇場公開中の映画の中から、映画の予告編のVTRを流した後にストーリーの説明をし、映画の場面解説や感想を語り、最後に10点満点中何点かを採点する。江頭の評価に関わらず、最後は早川の「ぜひ劇場でご覧ください」の言葉で締められる。ネタバレは多めであるが、実際の場面を再現し、映画の雰囲気を伝える江頭の貴重な姿を見ることができるコーナー。
また、このコーナーがきっかけで江頭は『江頭2:50のエィガ批評宣言』（ISBN 4594054781）（扶桑社）を上梓するに至った。
ちなみに、その著書で彼は「例え、どんなにつまらない映画があったとしても、批評するオレよりも映画のほうが上だ!もし、その映画がクソでも、オレはそれをエサにしてしか生きていけないハエなんだ。批評することは簡単だけど、創ることは難しいぜ!」と述べている。

### 心男女
コーナー名は「診断所」にかけたダジャレである。出演者の江頭2:50と早川亜希がカウンセラーとなって、相談しに来た人たちの悩みを解決するというもの。当初は相談者がスタジオの外からガラス越しに相談するという形式だったが、現在は相談者がスタジオ内に来て相談するという形になっている。相談者はプライバシーを考慮してか、SM嬢のような仮面をつけている。同コーナーでは、アシスタントカウンセラー役の早川亜希が白衣にメガネ姿、カウンセラー役の江頭は本来の黒のタイツから白衣をイメージした白のタイツにはきかえてから行われる。なお、この白のタイツは以前パナウェーブ研究所に潜入するために作成したもの。
コーナーの基本的な流れは、相談者から相談内容を聞き、それに対して江頭と早川が解決策を提案して、最終的に公開収録に来た人たちの○×の札による多数決で、どちらの案を採用するかが決まる。また、スタジオに来た観客にも意見を訊くことがある。観客の多数決は江頭の意見に賛同する場合は○、早川の意見に賛同する場合は×である。たまに、2人の意見が一致することもある。相談者本人の意思は反映されない。また、同コーナーは夕刊フジの「ちょい悪フジブログ」とも連動しており、コミュニティサイトを通じて江頭に相談することもできる（ブログは毎週月曜日更新）。
2007年9月13日配信分ではコーナー内で江頭が夕刊フジに対する暴言を吐いており、その後夕刊フジの関係者が観覧に来ていたことを知り後悔をしていた。
2012年8月3日配信の第159回では、相談者がドタキャンしたため急遽観覧者から悩みを募集した。

### 江頭解剖○×クイズ
公開収録に来た人のみ参加できるコーナーで、通常エンディング前に行われる。江頭2:50に関する問題を○×で答える。問題は「江頭さんだったら○○する？」というように、江頭に対する質問形式で出される。間違うとその時点で終わりだが、江頭の独断で続けられることもある。最後までに残った人にはプレゼント（番組ノベルティ）を貰うことができる。たまに、江頭が持参したお土産を一緒にもらえることもある。早川が着ていた白衣や笛がプレゼントされたこともある。
記念品を貰うことになった人は、このときにスタジオの中に入ることができる。スタジオの中に入ることができる貴重な機会であるが、スタジオで江頭の襲撃に遭うことも。

### 我こそは ピーーーNo.1
事前にテーマに則って観覧者、リスナーの失敗談を募り、勝ち抜き戦でダメ人間No.1を決める。

### 新人さん、いらっしゃ～い!
心男女のコーナーの時間帯に配分された相対するコーナー。このコーナーでも早川は伊達メガネ、江頭は白タイツ着用で登場する。
駆け出しの新人アイドルが自身の宣伝を賭けて出演するが、江頭は収録後にタレントの所属事務所から叱責を受ける事をお構いなしに好き放題アイドルを扱う。
初期
基本的に流れは、アイドルの自己紹介からフリートーク→「江頭のお告げ」アイドルからの質問に江頭が場当たり的な回答でアイドルを困惑→「江頭の5カ条」江頭からの5問の質問に○×で即答してもらい、その理由などから→「江頭からの試練」という過酷かつ不条理極まりないチャレンジを公開、その後、最終PRを経て、早川、江頭、観客の3サイドでジャッジ。合格したら、30秒の告知タイムが与えられる。
現在
現在は、「これまで同コーナーで江頭の犠牲となった新人アイドル達の仇討ちのために、新たなアイドルが乗り込んでくる」という趣旨となっており、新人アイドルと江頭が1対1でのゲーム対決を行う。勝者は敗者に屈辱的な罰ゲームを命じることができ、ゲーム前にはアイドルの書いた、江頭への「果たし状」を読み上げるシーンがある。ゲーム終了後、告知タイムは無条件で与えられる。

### 味感覚晩餐会
2009年より始まったコーナー。
「食の安全が完全に崩壊した今、真贋を見極めるのは己の舌のみ」というコンセプトで行われる。江頭が謎の料理（食材）を食べ、それの原材料を当てるというコーナー。ルールは第一ヒントで江頭が正解した場合は早川が罰ゲーム100%、第二ヒントで50%、正解できなかった場合は江頭が100%罰ゲームを受ける。基本的に出される料理は総じて珍味・ゲテモノ色が濃い場合が多い。

### エコエコエガラク
108回（2009年10月1日配信分）より始まったコーナー。
「世界でエコが叫ばれる中、番組でも視聴者とともにエコグッズを考案して地球を救う」というコンセプトで行われる。毎回使用する物を決めて、視聴者がエコグッズのアイディアを応募する。江頭は応募の中から最優秀作品を選び、エコエガ賞をプレゼントする。

### エガくせー日記
111回（2009年11月19日配信分）より始まったコーナー。 タイトルは「中学生日記」のパロディ。リスナーが「江頭2:50が書きそうな日記」を創作して番組ホームページに投稿し、面白い作品を紹介するというもの。その中で最も「エガくせー」（江頭らしい）作品に対して「エガくせー賞」が授与され、番組ノベルティが贈呈される。

### お台場ドリーマーズ→PPPドリーマーズ
116回（2010年2月4日配信分）より始まったコーナー。「各業界のドリーマーたちが番組に登場し、トップになれるかを判定してもらう」というコンセプトで行われる。業界での夢を語ってもらい、その実力があるか実演してもらう。このコーナーでも早川は伊達メガネ、江頭は白タイツ着用で登場する。

### 江頭スタンダード
121回（2010年4月15日配信分）に行われたコーナー。江頭2:50の限界を検証するため、過酷な企画を実行するコーナー。江頭曰く「単なるイジメ」。検証結果を適宜記録する「エガペディア」が番組ホームページに新設されたが、放送休止までに一度しか放送されなかった。

### エンディング
各種告知を終えた後、江頭がギャラリーから1人を指名する。その1人に番組の締めのセリフ（下ネタが多い）を言わせた後、ギャラリーと江頭が拳を突き上げ「オー、オー、オー」で締める。この場面は禁文字で非公開になることが多い。その後、興奮した江頭がスタジオを飛び出し観客席に向かうという場面もある。
放送休止以前はエンディングテロップが流れた後、コーナーで記念品を獲得したギャラリー（1組か2組）が出演し、当日の感想を言うことが慣例になっていた。

### 〇年の伝説ランキング
1年ごとに行われる総集編コーナー。視聴者のネット投票によって一年間の名場面をランキングし、ダイジェストで振り返る。前述の通り、江頭は普段放送を見ないため、ワイプでの江頭の新鮮な反応も見所の一つ。ネーミングは江頭の座右の銘「1クールのレギュラーよりも、1回の伝説」より取っており、「1クールのレギュラーよりも、〇年の伝説」という捩った発言もある。

### ドッキリ企画
番組では何度か出演者にドッキリを仕掛けている。特に江頭に関してはテレビでドッキリを仕掛けられることがないため、江頭のリアクションもある。
スペイン坂追放＆早川降板？・早川コテカ悲劇
1クールが過ぎる第12回（2006年11月9日放送分）に、あまりにも暴走の激しい江頭に対し、早川の提案で「番組内で暴走しすぎたため、スペイン坂スタジオを使用できなくなった。」「早川が番組を降板した。」というウソをつくドッキリを仕掛けた。この回に限ってテレビスタジオで収録され、江頭が反省する模様が流れた。このとき、江頭は本気でへこんでおり、「自分のモットーは『1クールのレギュラーよりも1回の伝説』、ついて来れない奴は置いていく、ではあるが、この2つがなくなったことは正直イタい。」といっている。
なお、コテカ長者のタイトル名となっているコテカは、このドッキリがあった回が初登場である。江頭はこの臭いを早川にかがせた。コテカがどのようなものなのかわからない彼女は何の躊躇もなく鼻につけて臭いを嗅いだ。
江頭誕生日サプライズ
第44回（2007年7月5日放送分、6月29日収録）で、7月1日に誕生日を迎える江頭を祝うため、コーナーを差し替えて江頭を祝うコーナーにした。なお、江頭には別コーナーということで打ち合わせを行っていたが、あまりにも打ち合わせがアバウトすぎたため江頭は若干不審に思っていたという。ここでは早川（香水と変装セット）・番組スタッフ（ピンク柄のスパッツ）・寺田体育の日（大きな箱に入った除毛剤）からのプレゼントが紹介され、江頭はくじを引いてその中の1つだけをもらうことができる。その結果、江頭は寺田からの除毛剤をもらうことになった。
第138回（2011年7月1日放送分、6月23日収録）で、エガくせー日記を差し替えて江頭を祝うコーナーにした。コメントとプレゼントを贈ったのは、かすみりさ・床屋の主人・トルコ人シェフ・ファッションヘルス嬢・キャバクラ嬢・山路徹である。
第158回（2012年7月6日放送分、6月28日収録）で、エガくせー日記を差し替えて江頭を祝うコーナーにした。江頭が大福ロシアンルーレットをおこない、成功すれば観客の女性から、失敗すれば観客の男性からプレゼントをもらうことができる。1回目（耳に吐息）・2回目（ハグ）は成功したが、3回目（イチゴの口移し）は失敗した。江頭は3回目の結果に納得せず女性に口移しを迫ろうとしたため、早川とあべちゃんが阻止しようとするが、江頭はあべちゃんに口移しをしてしまう。
早川誕生日サプライズ
第48回（2007年8月9日放送分、8月3日収録）で、収録日当日に誕生日を迎えた早川を祝うため、がっぺ調査隊を差し替えて早川を祝うコーナーにした。がっぺ調査隊が途中まで進行し、調査結果を流すVTRのところで早川の母親からの手紙を紹介するVTRが流れた。そのあと母親からのプレゼント（写真集と扇子）江頭からのプレゼント（香水にもなるアロマキャンドル）をプレゼントし、早川の過去の写真が公開された。
第159回（2012年8月3日放送分、7月26日収録）で、配信日当日に誕生日を迎えた早川を祝うため、視聴者・観覧者から早川のキャッチフレーズを募集した。観覧者の判定により、「見切り品 早川亜希」に決定し、1年間使用することになった。
バレンタインデーサプライズ
第69回（2008年2月21日放送分、2月15日収録）冒頭のフリートークでバレンタイン翌日と言う事で、バレンタイン当日に収穫が一切なかった江頭2:50に早川がチョコレートスイーツをプレゼント。その場で食してもらったが、実はそのスイーツは犬専用スイーツで、激怒した江頭2:50が「農薬餃子を食ったほうがマシだった」とほえた。
ホワイトデーサプライズ
第71回（2008年3月20日放送分、3月14日収録）冒頭のフリートークで、バレンタインをもらった江頭2:50が早川にホワイトデーのお返しを。しかし、逆襲の意味を込めてなのか、本領発揮なのかどうかは分からないが、まず、「世界で一番まずい飴」と言われているリコリス菓子を食させ、口直しと称して、陰茎の形をした飴をなめさせたが裏早川に変わった早川に拒絶される。
早川コテカ悲劇、リターンズ
第84回（2008年10月2日放送分、9月26日収録）「スペイン坂コロシアム」にて早川が敗北。当初の予定ではその日の罰ゲームは「ツボ押し」だったが、「もしくは、巨大コテカの臭いを嗅ぐってのでどうだ?」という江頭の問いに、「あればやりますよ」と、本当に巨大コテカを江頭が持参してきたことを知らずに言ってしまったがために発生した罰ゲーム。その言葉を聞いた江頭はにやりと笑い、裏にいるスタッフに巨大コテカ（数日前に江頭が使用した）を持ってこさせ、カメラの前で早川が5秒間にわたって巨大コテカを顔にくっつけて嗅ぐことになった。

### 単発・廃止企画
- 突撃!!がっぺ調査隊：長年嫌いな芸能人の上位に挙がっている江頭だが、視点を変えると江頭の好感度はどうなのかを調べた。
- Why? Why? 探偵社：視聴者が日ごろ疑問に思っている事をスタッフが全力で調査した。
- コテカ長者：わらしべ長者にヒントを得た企画。江頭が持ち込んだコテカ（ペニスケース）というものを色々なものに交換していった。2007年2月以降商品が集まらないためか、まったく放送されていない。
- 投稿伝説：2007年からはじまり、自分や友達などが作った「伝説」をメールで紹介し、それを聞いた江頭が「伝説」、「超人」、「変人」とランク付けした。中華人民共和国でお尻を出して問題になったトミーズの健が、「超人」に選ばれた。
- 悪魔のささやき：2008年5月から心男女がないときに公開され、自分の汚点的な失敗談を江頭2:50と早川がまず有罪か無罪かをジャッジし、その後は観覧者のジャッジで有罪か無罪かを決めた。
- 偉人の逸話りなき聖戦：ある歴史的有名人について、偉人エピソードを早川が、奇人エピソードを江頭が交互に2つずつ発表した。
- 大ギリギリショー：103回より始まり、事前に番組ホームページで大喜利形式の問題が出され、視聴者・観覧者が回答を応募した。
- カムバックヘアー：172回で放送。江頭の髪を復活させるべく、専門家に診てもらう企画。

## 番組存続問題
2010年10月21日配信の第132回にて、2008年3月6日放送回より2年7か月メインスポンサーを務めたアラジンの降板が発表され、そのため、翌2010年10月30日配信の第133回で、番組の放送（更新）が一時休止となった。そこで、番組存続のために、急遽番組サポーター制度「江頭2500人隊（仮）」の会員（出資者）を募ることになった。放送再開は、2500人の隊員が集まり次第となる予定である。また、江頭・早川は、番組打ち切りに否定的な声を上げた上で、番組中で「話題作りのネタとかじゃなくてガチの危機」であることを強調し、最終2回のフリートークの時間は「サポーター探しの電話交渉」のコーナーが組まれた。番組製作者側は、放送再開に向け新たな企業スポンサーを探している状態であり、隊員が集まらない場合は、放送打ち切りとなる予定で、放送再開が決まり次第、番組ホームページにて発表となる運びとなった。

### 江頭2500人隊（仮）
アラジンのスポンサー降板により、確保できなくなった番組予算を得るためのサポーター制度。これまで企業スポンサーのみに頼っていた番組制作費の捻出体制に代わり、急遽視聴者に「サポーター」として番組への出資を募るもの。参加費用は、江頭2:50にちなみ1口月額250円で、クレジットカードは2口（500円）、銀行振り込みは50口（12500円）から。サポーターには専用のIDが発行され、過去放送分の視聴やオリジナルデジタルコンテンツの進呈などの特典を受けられる模様。ただし、従来通りの番組の視聴は無料である。
サポーターが2500人（1人2口として125万円）集まれば隔週配信が可能となり、その時点で番組が放送再開。逆にサポーター確保の目処が立たない場合は、出資金を全額返還（振込手数料などを除く）した上で本当に配信終了となる。
- 2010年11月9日18時の時点で、会員数255名と発表される。
- 2010年11月14日18時の時点で、会員数378名と発表される。
- 2011年1月11日の時点で、合計口数が2500口（目標の半分）を達成、月1回配信での番組再開が決定された。
- 2011年5月9日の時点で、合計口数が4336口（会員数1354人）を達成、月1.5回配信。
- 2011年9月13日に5000口到達まで残りわずかとなったため、10月より第1・第3金曜日に配信することが決定。ただし口数が減少した場合、配信が月1回になる可能性がある。
- 2011年9月15日より、銀行振り込みでの口数が2口以上から50口以上に変更。クレジットカードは2口以上に据え置き。
- しかし、一度も5000口に達することなく、2012年4月28日の時点で、合計口数が3932口（会員数1102人）になったため、5月以降は原則月1回配信となった。口数の状況により、2012年6月・9月、2013年9月は月2回配信となった。

## DVD
2015年3月現在、アミューズソフトエンタテインメントから番組のDVDが9巻まで発売されている。また、レンタルバージョンが9巻まで、廉価版が7巻までリリースされている。「逆修正バージョン」と謳い、発言のピー音やモザイク、禁マークなどを可能な限り削除している。著作権の都合上、布袋寅泰の『スリル』が別のBGMに差し替えられている（DVD発売以後の本放送でも同様）。なおDVDの内容は全て、各コーナーの一部を抜き出したダイジェスト版となっている。
- 江頭2:50のピーピーピーするぞ! 始末書覚悟の逆修正バージョン（2008年8月22日）

初回特典：江頭シャチホコ立型ペーパークラフト「エーガークラフト」
- 江頭2:50のピーピーピーするぞ!2 逆修正バージョン～ノークレーム・ノーリターン～（2008年12月26日）

初回特典：日本一喜ばれない年賀状「年エガ状」
- 江頭2:50のピーピーピーするぞ!3 引くに引けない逆修正バージョン（2009年4月24日）

初回特典：座るに座れないレジャーシート「エガーシート」
- 江頭2:50のピーピーピーするぞ!4 逆修正バージョン～アウト・オブ・コントロール～（2009年11月27日）

初回特典：出入り禁止でも"タッチ&ドーン!" PPP特製! 非接触型ICカード・ドレスステッカー「SuiEga（スイエガ）」（4種類中1種類封入）
- 江頭2:50のピーピーピーするぞ!5 またもや懲りずに逆修正バージョン（2010年5月28日）

初回特典：拭けば拭くほど汚れちゃう!? PPP特製 携帯クリーナー「エガピカ」
- 江頭2:50のピーピーピーするぞ!6 逆修正バージョン～お台場暴言王～（2010年11月26日）

初回特典：アナタに最悪の一年をプレゼント!? PPP特製カレンダー「エガレンダー2011」
- 江頭2:50のピーピーピーするぞ!7 どこまで行くの逆修正バージョン（2011年9月22日）

初回特典：どんな飲み物も不味くなる!? PPP特製ペーパーコースター 「エガーコースター」（江頭・早川各4種類中それぞれ1種類封入）
- 江頭2:50のピーピーピーするぞ!8 逆修正バージョン～お台場人民狂和国～（2013年5月22日）

期間限定サービス：スマホ・iPhoneをジャケットにかざすと、3Dエガちゃんが飛び出す!「ヴァーチャル2：50」
- 江頭2:50のピーピーピーするぞ!9 逆修正バージョン～一発レッドカード～（2014年5月23日）

初回特典：ppp特製絵はがき「エガハキ」
- 江頭2:50のピーピーピーするぞ!10 逆修正バージョン～エガ・ザ・レジェンド～（2015年6月2日）

初回特典：ppp特製タトゥーシール「エガズミ」
- 江頭2:50のピーピーピーするぞ!11 逆修正バージョン～変態世界新記録～（2016年6月30日）

初回特典：粘着質な嫌がらせ「エガシール2:50」
- 江頭2:50のピーピーピーするぞ!■10周年記念スペシャルライブ!（2017年2月2日）

初回特典：スペシャルライブ・メモリアルフォト
- 江頭2:50のピーピーピーするぞ！12 逆修正バージョン～エガ・ザ・フェニックス（2018年12月4日）

特典映像：大川総裁&寺田体育の日が語る‟本当のエガちゃん”! 禁断の暴露トーク《エガの居ぬ間に》エガちゃん出演! 《Aladdin CM集》

## アプリ
- 『江頭2:50のピーピーピーするぞ！』

## 書籍・電子書籍
- 『エィガ批評宣言』
- 『江頭2:50のピーピーピーするぞ！電子ブック1』

## スタッフ（過去）
株式会社ぱっぷるが制作に携わっていた。同社は番組プロデューサーの樋川恵一やフロアディレクターのあべちゃんなどスタッフが所属している。同社は、中京テレビ放送「すっぴんDNA」という番組の制作にも関わっており、その番組には早川亜希も出演していた。
- プロデューサー：ひかわけいいち
- 広報：祝武志
- 構成：宮内和磨 テラス事務総長
- ディレクター：木村泰人
- スタッフ：永尾啓太朗 村上健太郎 阿部正良 浪越克典 本多秀行 山本大樹 槇野裕一郎 高橋俊樹 横山麻衣 田中麻美 前川哲也 平原健二郎 中島勝也 川口昇平
- 衣装協力： マツオインターナショナル（センソユニコ）
2006年8月31日収録分より毎回番組内で早川亜希が着用する服はここのタイアップである。
- 協力：TFMインタラクティブ
- 制作協力：大川興業 サンミュージックブレーン
- 製作著作：ぱっぷる